# Раутенфельд, Анатолий Евгеньевич
Анатолий Евгеньевич Раутенфельд (24 ноября 1934, Киев — 12 августа 1995) — советский спортсмен-мотогонщик. Заслуженный мастер спорта СССР. Неоднократный чемпион СССР по мотоспорту.

## Биография
Военнослужащий сверхсрочной службы, младший сержант.
Выступал за Спортивный клуб армии ГСВГ вместе с Александром Портнягиным, там же был тренером. Мастер спорта СССР по мотоциклетному спорту (1958). Заслуженный тренер РСФСР.
Принимал участие в съёмках фильма «Озорные повороты».
Автор книги «Гонки на мотоциклах с коляской» (И. А. Мамзелев, А. Е. Раутенфельд, Г. Л. Козлов. — Москва : ДОСААФ СССР, 1976).
До последних дней работал в ЦАМК.
Похоронен в Москве.

## Спортивные результаты[4]
Пятнадцатикратный чемпион СССР по мотоспорту.
Шестикратный — по мотокроссу на мотоциклах с колясками в классе 350 см3 и 750см3(1964—1969) с Александром Портнягиным.
Двукратный — по мотомногоборью на колясках.
Пятикратный по ШКГМ на колясках в классах 350 и 500 см3.
Двукратный по ШКГМ на мотоциклах 50 см3.
Многократный призёр чемпионатов.